# 羽田実加
羽田 実加（はだ みか、1978年9月22日 - ）は、日本の元タレント、元女優。かつてスターダストプロモーションに所属していた。
血液型はO型。静岡県沼津市出身。沼津市立沢田小学校・静岡県立御殿場南高等学校卒業。

## 来歴・人物
- 2001年に日本テレビで放送された『雷波少年』の1コーナー「雷波少年系鉄棒少女」で、鉄棒の大技である大車輪の特訓に挑戦したことで有名。
- 2002年から2003年にかけて存在していた、電波少年的放送局にも開局以来出演していた。
- 2003年放送のNHK「連続テレビ小説 こころ」では、ヒロインの中越典子の親友役で出演した。
- 2006年頃には、ドラマ・映画・舞台での活躍を目指す若手女優だけの舞台プロジェクト女優☆座に参加していた。
- 2006年にリリースされた、ORANGE RANGEのシングルCD「SAYONARA」のPV（プロモーション・ビデオ）ではユースケ・サンタマリアと共演した。
- 事務所の先輩である山口もえに共通した、おっとりしたキャラクターが特徴。
- 目標としている人物は事務所の先輩である常盤貴子である。
- ショッピング専門チャンネルQVCに商品アドバイザーとして出演していた。
- 九州地区で放映されている、高橋酒造の焼酎「白岳」のCMに出演していた。
- 2015年12月時点で結婚しており、かつ1児の母である[1]。
- 2020年1月時点では所属事務所にプロフィールが掲載されていたが、2021年6月時点では削除されており[2]、かつ芸能活動の形跡が見当たらないため、2022年現在は事実上の引退状態となっている。

## 出演

### 舞台
- 女優☆座「思惑ホテル」（2006年3月10日〜12日、於・お台場 スタジオドリームメーカー）
- 女優☆座「お台場の母」（2006年8月24日〜27日、於・お台場 スタジオドリームメーカー）

### テレビ
- 雷波少年（2001年1月〜7月 日本テレビ）
- 峰竜太のホンの昼メシ前（2001年11月〜2002年3月 日本テレビ）
- 踊る!さんま御殿!!（2001年12月4日 日本テレビ）
- こころ（2003年3月〜9月 NHK）
- タモリ倶楽部（2002年11月15日　テレビ朝日）
- お厚いのがお好き?（2003年8月21日 フジテレビ）
- 尼さん探偵シリーズ（2004年） ‐ 永井陽子
- クイズ!ヘキサゴン 今夜はクイズパレード（2007年10月10日 フジテレビ）
- ママはニューハーフ（2009年6月 テレビ東京）

### 映画
- きみにしか聞こえない（2007年6月16日）

### CM
- イーオン「車額篇」
- ポッカコーポレーション 「キレートレモン」
- 学生情報センターNASICイメージキャラクター
- 高橋酒造「白岳」
- ジョンソン「パイプユニッシュ」
- DIAMアセットマネジメント（2008年）
- エスエス製薬「エスタック」
- 三菱自動車 eKワゴン「白いソファ篇」、コルト「デート篇」
- NHK 「受信料値下げのお知らせ」（2012年）

### PV
- ORANGE RANGE「SAYONARA」（2006年）